# Jevon Tarantino
Jevon Tarantino (Boynton Beach, 30 gennaio 1984) è un tuffatore statunitense.
Ha partecipato alle Olimpiadi di Pechino 2008, classificandosi 4º, insieme al compagno di squadra Chris Colwill, nel trampolino 3 m sincronizzato.